# Rothenburg ob der Tauber
Rothenburg ob der Tauber é uma cidade francônia no estado da Baviera, Alemanha. Localiza-se na região administrativa da Média Francónia, no distrito Ansbach.
A cidade atrai todos os anos muitos turistas, pois até hoje conseguiu preservar seu ambiente medieval, com seu antigo muro ao redor do centro velho praticamente intacto.
Passa pela cidade o rio Tauber, além da Rota Romântica (Romantische Straße). A cidade está localizada  65 km a oeste de Nuremberg.

## Patrimônio
- Muralhas, torres e portas da Marktplatz (praça do comércio), com a Câmara Municipal e fontes.
- Igreja de Santiago ou St. Jakob, com esculturas do grande escultor do século XVI Tilman Riemenschneider.
- Museus.